# Курманский район
Курма́нский райо́н (укр. Курманський район, крымскотат.  Qurman rayonı, Къурман районы) — номинально образованная административно-территориальная единица Автономной Республики Крым Украины и бывший район Крымской АССР, существовавший в 1921—1923 годах.

## История

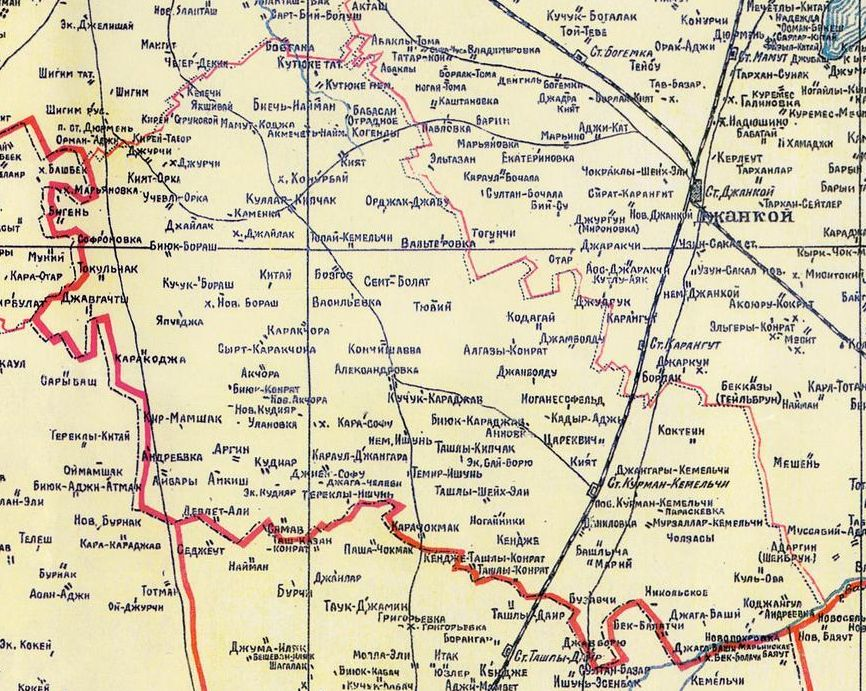
Курманский район на карте Крымского статистического управления 1922 год

Район был образован в результате ликвидации волостной системы после учреждения 18 октября 1921 года Крымской АССР в составе Джанкойского уезда (созданного взамен Перекопского уезда Таврической губернии), райцентр — посёлок Курман-Кемельчи.
Занимал территорию примерно соответствующую современных северной части Красногвардейского района (в основном) и восточной и южной частям Первомайского, Красноперекопского и Джанкойского районов. Район просуществовал до 11 октября 1923 года, когда на основании постановления ВЦИК РСФСР округа были ликвидированы, и введено новое деление на районы, в результате которого Курманский район был упразднён, а сёла были переданы в основном в Джанкойский район.
12 мая 2016 года парламент Украины, не признающей осуществлённую в 2014 году аннексию Крыма Российской Федерацией, принял постановление о переименовании Красногвардейского района в Курманский, в соответствии с законами о декоммунизации, а 17 июля 2020 года постановил присоединить к нему территорию Первомайского района, однако оба решения не вступали в силу до «возвращения Крыма под общую юрисдикцию Украины». 9 сентября 2023 года, несмотря на отсутствие контроля над полуостровом, вступили в силу поправки, которые ввели в действие данное постановление в отношении Крыма.

## Административное устройство
В состав района номинально вошли все городские, поселковые и сельские советы административно-территориальных единиц, попавших в границы района. Планируется образование временных территориальных общин с военными администрациями в их главе.